# Enchanted Tale of Beauty and the Beast
Enchanted Tale of Beauty and the Beast (美女と野獣“魔法のものがたり”) est un parcours scénique situé à Tokyo Disneyland, basé sur le film d'animation La Belle et la Bête sorti en 1991. L'attraction est ouverte depuis le 28 septembre 2020.

## Histoire
Le 14 octobre 2016, The Oriental Land Company a annoncé la fermeture programmée de Grand Circuit Raceway pour permettre la création d'un espace thématique dédié à La Belle et la Bête avec un budget de 32 milliards de yens. La construction a commencé le 5 avril 2017. L'attraction devait ouvrir le 15 avril 2020, mais a été retardée en raison de la pandémie de Covid-19 au Japon et a ouvert le 28 septembre 2020,.

## L'attraction

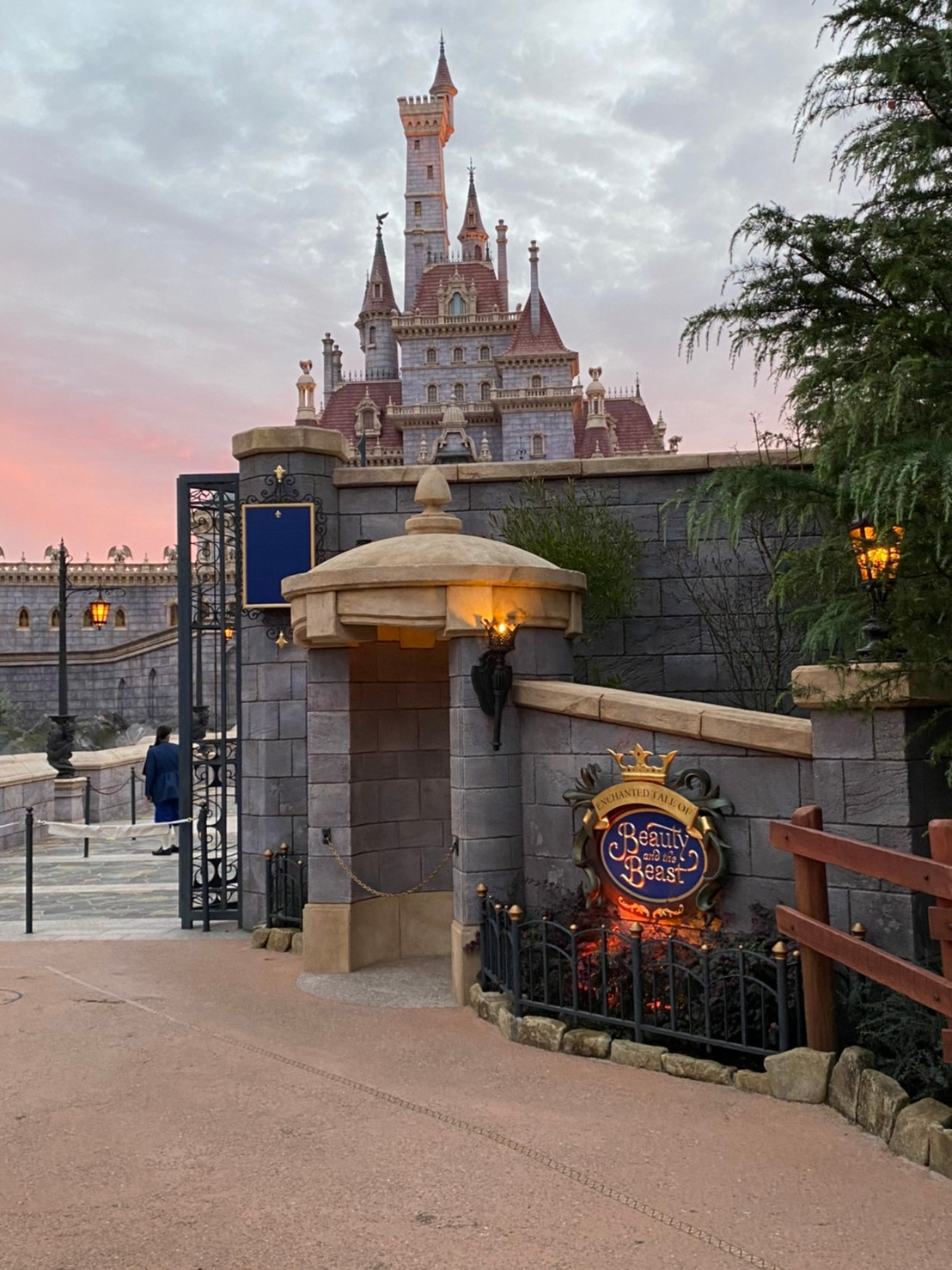
Entrée de l'attraction.

L'attraction se déroule dans le château de la Bête qui domine le village. Les visiteurs entrent dans le château et traversent plusieurs salles avant d'arriver au foyer principal. Un vitrail prend vie et raconte la malédiction qui a transformé le prince en Bête et comment l'enchantement peut être levé. Belle apparait, une lanterne à la main, et fait la rencontre de la Bête. Elle s'enfuit, effrayée. Les portes s'ouvrent et permettent aux visiteurs d'accéder à la zone d'embarquement en traversant les cuisines du château. On aperçoit plusieurs personnages comme Lumière, Big Ben, Madame Samovar et Zip. Les visiteurs montent à bord de véhicules reprenant la forme de plats de service enchantés qui dansent au rythme des musiques du film au fil des scènes tirées du long métrage. Le système de transport utilisé n'utilise pas de rails pour permettre aux véhicules de se croiser tout au long du parcours.
L'attraction commence par la scène du repas sur l'air de C'est la fête, avec Lumière menant la danse. Au fur et à mesure que nous nous déplaçons dans la pièce, de plus en plus de plats occupent la grande table de la salle à manger. Les véhicules se dirigent ensuite vers les jardins enneigés à l'extérieur du château pour Je ne savais pas. La scène présente les animatroniques de Belle accompagnée de son cheval Philibert, ainsi que de la Bête.
Alors que le véhicule rentre à nouveau dans le château, on aperçoit des ombres à la fenêtre. Gaston et les villageois viennent traquer la Bête. Certains objets animés barricadent les entrées du château. Alors que nous nous échappons, un coup de foudre retenti lorsque le dernier pétale de la rose enchantée tombe. On découvre Belle pleurer la Bête mourante. Sous nos yeux, la bête se transforme en prince. La malédiction est levée et le château sinistre retrouve son éclat. La scène finale de l'attraction nous emmène dans la salle de bal pour valser autour de Belle et du prince sur une petite scène centrale, avec les formes humaines des serviteurs.